# Chiese di Molfetta
Nel corso del tempo numerose a Molfetta sono esistite diverse chiese, alcune delle quali demolite, altre giunte sino ad oggi.

## Chiese principali

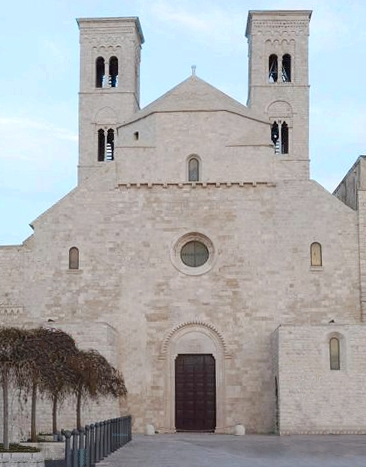
Facciata del Duomo di San Corrado.

### Duomo di San Corrado
Il Duomo di San Corrado, originariamente dedicato a Maria SS. Assunta in Cielo, è situato ai margini dell'antico borgo di Molfetta, di fronte al porto. Costruito fra il 1150 e la fine del Duecento, costituisce un singolare esempio dell'architettura romanico-pugliese. In origine il Duomo fu dedicato a Maria SS. Assunta e fu l'unica parrocchia esistente a Molfetta fino al 1671. Nel 1785 la sede della Cattedrale fu trasferita all'attuale Cattedrale di Maria SS. Assunta in Cielo e da allora il Duomo Vecchio prese il nome del patrono San Corrado.

### Cattedrale di Santa Maria Assunta[2]
La Cattedrale di Maria SS. Assunta, la cui maestosa facciata, ultimata nel 1744 dopo anni di lavori avviati nel periodo compreso tra aprile del 1610 e luglio del 1611 e proseguiti nel XVIII secolo, fu edificata unitamente al collegio dei Gesuiti.

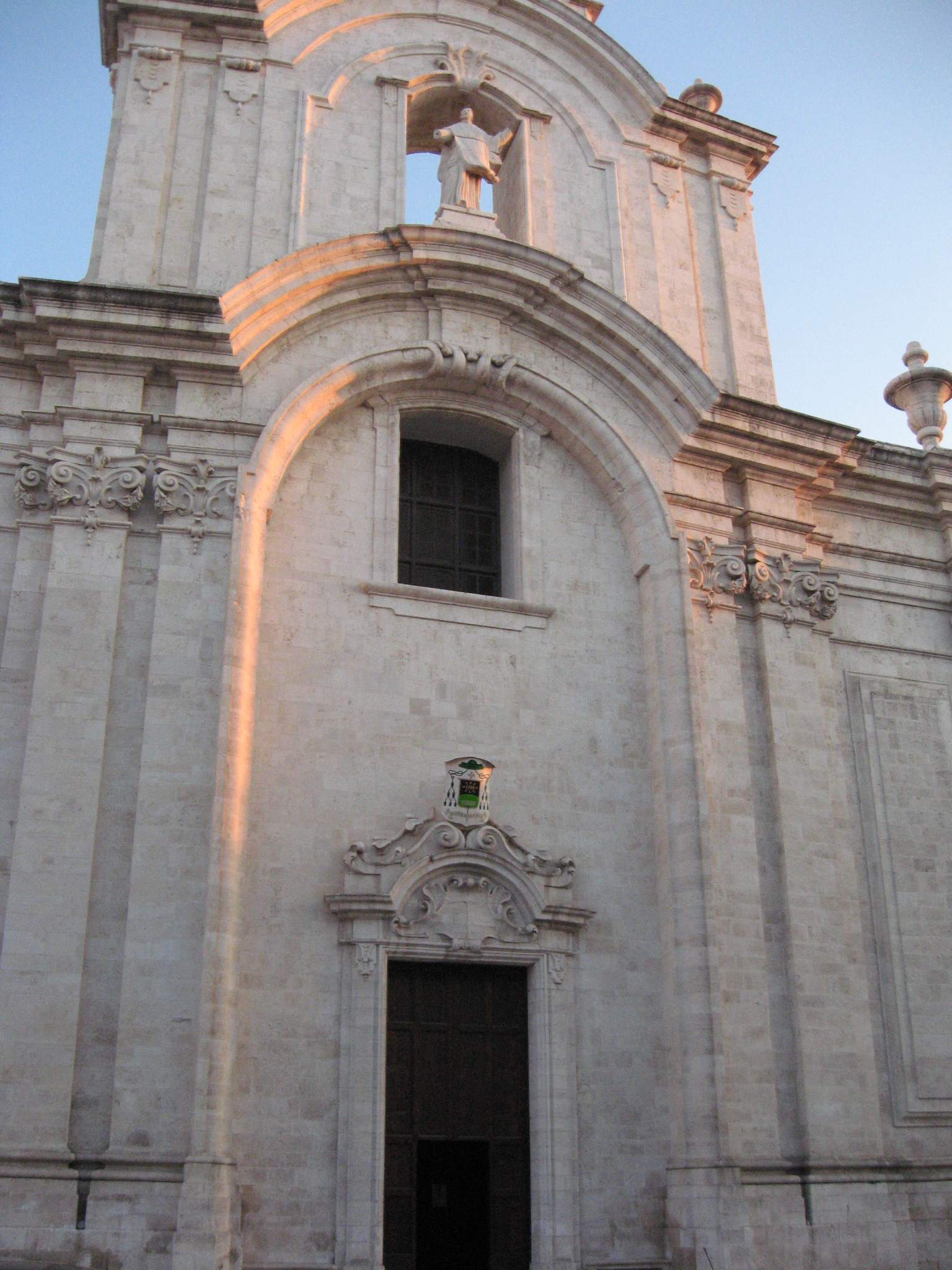
Facciata della Cattedrale di Santa Maria Assunta.

Sulla facciata, in alto, è collocata una grande statua marmorea di Sant'Ignazio di Loyola, fondatore della Compagnia di Gesù. Responsabili della costruzione dell'edificio furono i padri Gesuiti fino al 1773; successivamente fu sottoposta a lunghi restauri durante i quali fu ampliata l'abside, furono rifatti la pavimentazione, la sagrestia e il battistero e fu eretto il campanile.
Divenuta Cattedrale nel 1785, essendo ormai il Duomo di San Corrado divenuto insufficiente alle esigenze di culto dell'aumentata popolazione, in essa si conservano, in un'urna d'argento, le spoglie del patrono san Corrado di Baviera.
Fra le altre opere custodite nella Cattedrale ricordiamo la Dormitio Mariae attribuita allo Scacco (XVI secolo), il monumento sepolcrale del naturalista e storico molfettese Giuseppe Maria Giovene, posto a sinistra dell'altare dedicato a San Corrado e su questo la magnifica tela del Giaquinto raffigurante l'Assunzione della Madonna in cielo.
In uno degli Altari laterali della Cattedrale, si conservano, alla venerazione dei fedeli, la Mitria e il Pastorale appartenuti al Servo di Dio don Tonino Bello, in odore di Santità.

### Basilica della Madonna dei Martiri

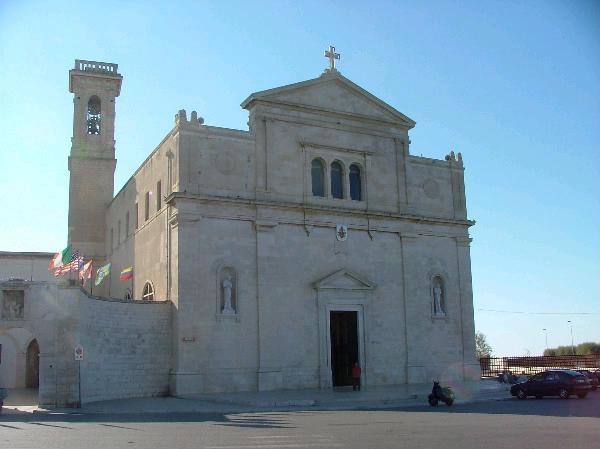
Basilica della Madonna dei Martiri.

La costruzione del nucleo primitivo della chiesa (corrispondente, nell'assetto odierno, alla sola area occupata dall'altare maggiore) ebbe inizio nel 1162. Tuttavia la chiesa attuale non coincide con quella originaria perché intorno al 1830 l'edificio sacro subì rilevanti modifiche.
La Chiesa, proclamata Basilica Pontificia Minore nel 1987, accoglie al suo interno pregevoli dipinti tra i quali encomiabile un'immagine della Madonna dei Martiri, trasportata dai Crociati nel 1188, particolarmente cara ai molfettesi, in special modo ai marinai.

### Chiesa del Purgatorio

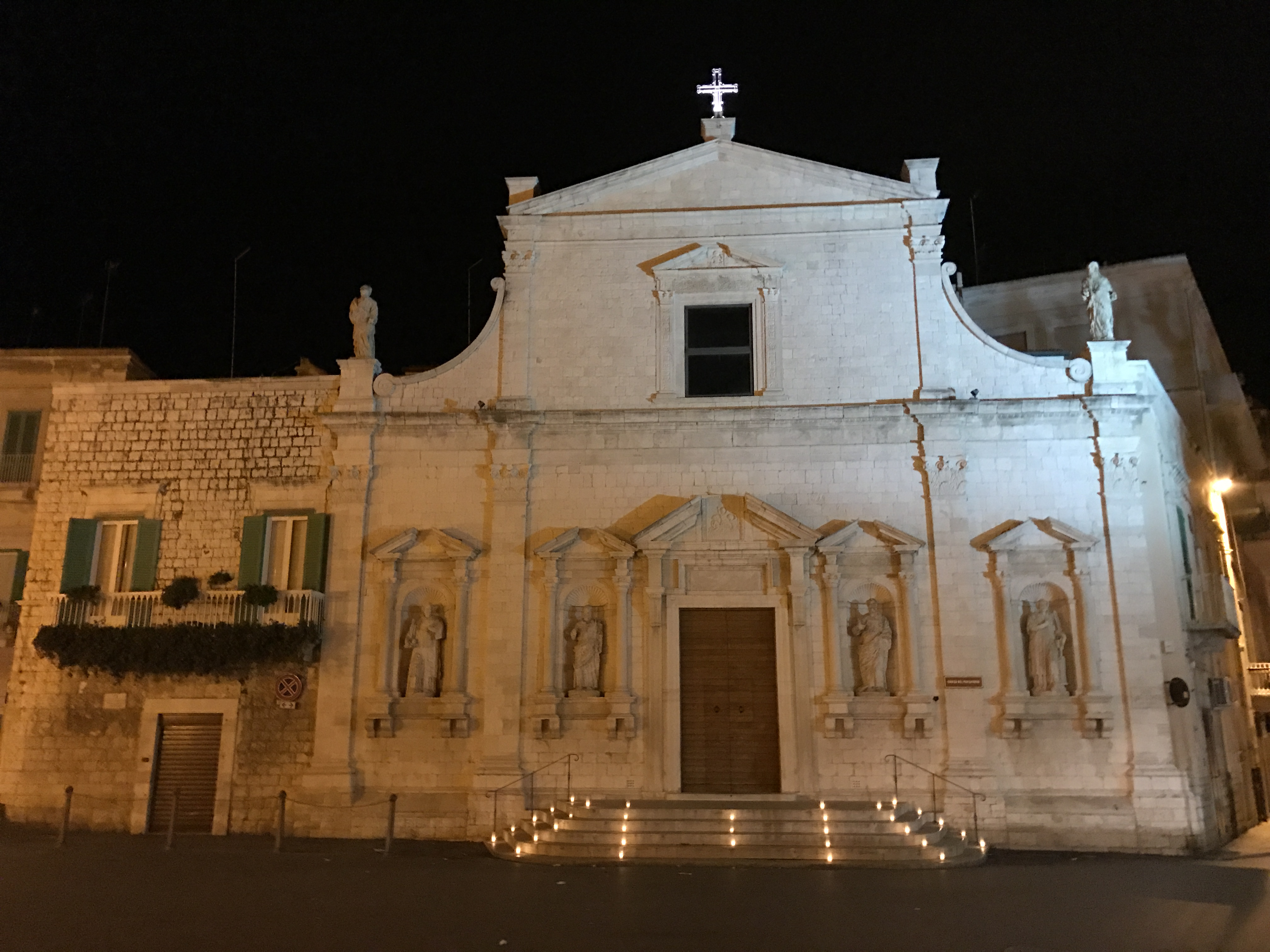
La Chiesa del Purgatorio in notturna.

La chiesa del Purgatorio, dedicata a Santa Maria Consolatrice degli Afflitti, fu edificata a partire dal 15 agosto 1643 per volontà del sacerdote Vespasiano Vulpicella, su un terreno comunale denominato "delli Torrionj", acquistato l'anno prima (22 agosto 1642). Costruita in pietra locale fino al 1655 e consacrata il 6 dicembre del 1667, presenta una magnifica facciata in stile tardo-rinascimentale, su cui si apre un unico portale di ingresso, fiancheggiato da quattro statue collocate in nicchie dei Santi: Pietro, Stefano, Paolo e Lorenzo. All'interno del tempio sono custodite tele di Bernardo Cavallino (XVII secolo) e di Corrado Giaquinto oltre che la statua dell'Addolorata (che viene recata in processione il venerdì di Passione) e le sei statue in cartapesta, tutte opere dello scultore cittadino Giulio Cozzoli, culminanti nello struggente gruppo della cosiddetta Pietà, che vanno in processione il Sabato Santo.
Questa chiesa, che esercita un fascino indiscutibile su gran parte della popolazione molfettese, è fatta oggetto di un culto intenso da devoti provenienti anche dagli stati esteri verso i quali sono emigrate molte famiglie nei tempi passati e la devozione si è tramandata di padre in figlio. Ciò è dovuto sicuramente al culto particolarmente partecipato che ispira la presenza delle statue dell'Addolorata e soprattutto della Pietà (ispirata da quella più famosa del Michelangelo) che è il fulcro della processione in cui culminano, il Sabato Santo, le celebrazioni della Settimana Santa, prima della Veglia Pasquale.
Questa chiesa ha la particolarità, non essendo una "parrocchia", che è l'unica nella quale possono essere celebrate le esequie di domenica, poiché nelle altre non si possono interrompere le funzioni domenicali.

## Chiese minori

### Chiesa della Santissima Trinità
La Chiesa della SS. Trinità è formata da un'unica navata ed è completata da un piccolo campanile a vela. Situata lungo il Corso Dante, accanto a quella dedicata a Santo Stefano, è meglio conosciuta come chiesa di Sant'Anna. Le prime notizie risalgono al 1154, epoca in cui apparteneva ai Padri Benedettini della Santissima Trinità di Venosa.:Qui appartiene la Confraternita della Visitazione di Maria SS, nel quale il Venerdì Santo porta in processione il  "Cristo al Calvario".

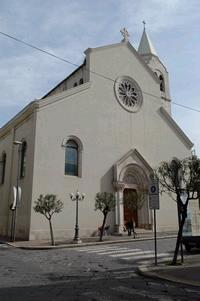
Facciata della Chiesa del Sacro Cuore.

### Chiesa del Sacro Cuore di Gesù
La Chiesa del Sacro Cuore fu edificata dall'architetto piemontese Giuseppe Momo sul suolo del vescovo molfettese Pasquale Gioia, il quale pose la prima pietra della chiesa nel 1926. Nell'anno successivo la chiesa fu aperta al culto e consacrata. Il robusto complesso ecclesiale, a tre navate, è accompagnato dal maestoso campanile in pietra con cuspide terminale, alto 41 m.

### Chiesa di San Domenico

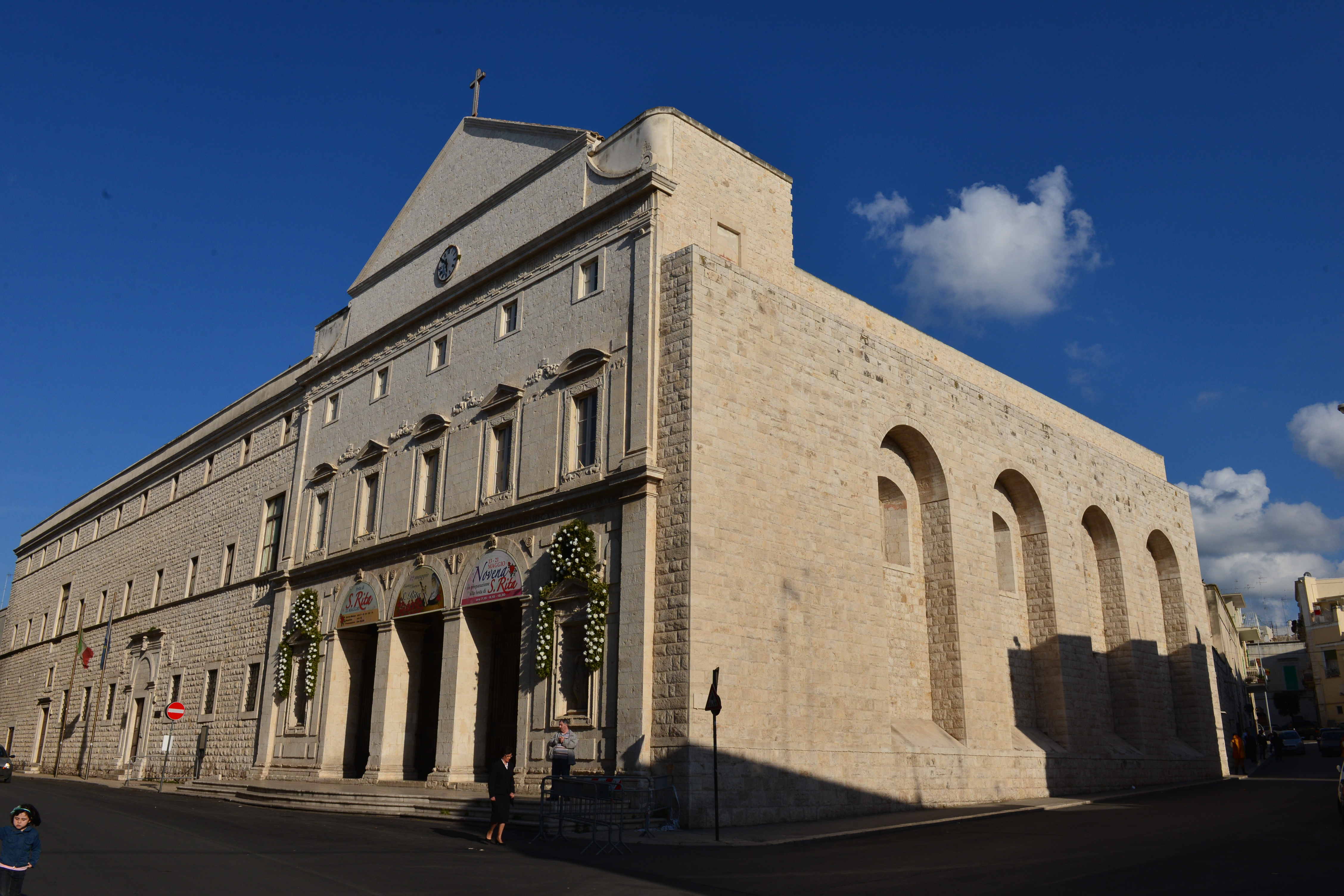
Chiesa e palazzo di San Domenico

La costruzione della chiesa fu iniziata nel 1636 e ultimata dopo circa mezzo secolo. La consacrazione risale al 1699. La facciata principale, in stile barocco, è preceduta da un pronao con tre archi a tutto sesto; nelle nicchie laterali sono collocate le statue di Santa Caterina d'Alessandria e di Santa Maria Maddalena, protettrici dell'Ordine Domenicano. Nella chiesa sono conservati due pregevoli esempi di arte barocca locale tra cui una tela di Corrado Giaquinto (XVIII secolo) raffigurante la Madonna del Rosario.

### Chiesa dell'Immacolata
La costruzione della Chiesa dell'Immacolata fu iniziata nel 1874 e successivamente i lavori, sospesi per mancanza di fondi, furono portati a termine grazie ai finanziamenti di munifici benefattori. La chiesa fu aperta al culto nel 1892 ed elevata a parrocchia nel 1895. L'interno, in stile neoclassico come la facciata, è diviso in tre navate da imponenti colonne di granito scuro sormontate da capitelli ionici. Il campanile, che si eleva maestoso alle spalle della chiesa, è alto 34 m ed è caratterizzato nella parte terminale da elementi ornamentali che ricordano lo stile barocco.

### Chiesa di San Gennaro
La costruzione della chiesa, iniziata nel 1788, fu ultimata nel 1820 e la sua consacrazione avvenne il 17 giugno del successivo anno (1821). Fu la prima chiesa eretta extra moenia, cioè fuori della cinta muraria della città vecchia. Essa porta il nome del suo fondatore, Monsignor Gennaro Antonucci, che nel 1785 la elevò a parrocchia. Presenta una pianta a croce latina ed è comunemente denominata "la Parrocchia".

### Chiesa di Santo Stefano
La Chiesa di Santo Stefano, le cui prime notizie risalgono al XIII secolo, fu ricostruita nel 1586. All'interno della chiesa sono conservati il dipinto raffigurante la Madonna con l'Arcangelo, il Tobiolo di Corrado Giaquinto, una statua lignea di San Liborio alta 1,60 m di autore sconosciuto del XVII secolo e la statua di Santo Stefano protomartire, in cartapesta, opera di Giulio Cozzoli. Nella chiesa inoltre risiede la Confraternita di Santo Srefano nel quale custodisce i 5 Misteri che vengono portati in processione il Venerdì Santo.

### Chiesa di San Bernardino da Siena
La Chiesa di San Bernardino è tra le più antiche di Molfetta. Essa fu edificata nel 1451 e restaurata e ampliata nel 1585 in seguito ai danni riportati durante il sacco di Molfetta del 1529. Fra le rilevanti testimonianze artistiche conservate nel suo interno si ricordano le tele "l'Adorazione dei pastori" e il "San Michele Arcangelo", realizzate nel periodo 1596-97, dal pittore fiammingo Gaspar Hovic e un Polittico della Visitazione realizzato, forse, da un anonimo maestro dei Santi Severino e Sossio (1483). All'interno della Chiesa, si può ammirare la Cappella Passari, in pietra bianca leccese detta "pietra di seta" per la sua grande duttilità e fragilità. Recentemente restaurata, la Cappella Passari si sviluppa in altezza ed ha una struttura prospettica di grande impatto. Al suo interno, sono collocati due dipinti di Francesco Cozza: la Madonna del Cucito e la Fuga in Egitto.

### Chiesa di Sant'Andrea Apostolo
La Chiesetta di Sant'Andrea, collocata in Via Piazza, nell'antico borgo, esisteva già nel 1126. Rifatta nel XVI secolo, come si deduce dalle iscrizioni poste sul cornicione esterno della facciata, nella chiesa si venera Sant'Antonio di Padova.

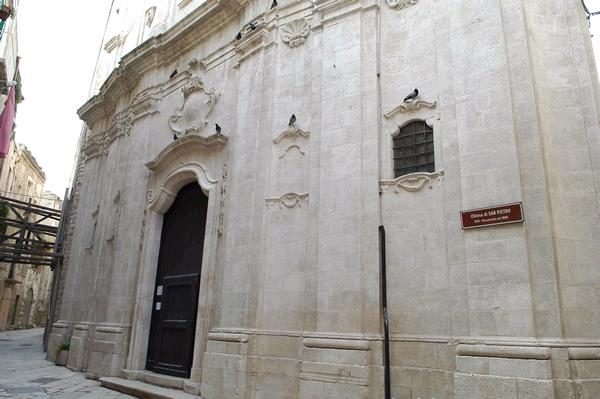
Scorcio della facciata barocca e ingresso della Chiesa di San Pietro.

### Chiesa di San Pietro
L'antichissima Chiesa di San Pietro Apostolo risale a epoca anteriore al 1174. Situata nella città vecchia, nel 1571, fu riedificata e ampliata con l'edificazione dell'annesso monastero di monache. Subì un primo restauro nel 1731, per riparare i danni subiti dal terremoto del 20 marzo del medesimo anno. Nel periodo 1750-56 fu ricostruita dalle fondamenta con una facciata barocca. Nell'interno della chiesa si custodisce la statua lignea di Maria SS. del Carmelo, opera dello scultore napoletano Giuseppe Verzella.

### Chiesa del SS. Crocifisso o dei Padri Cappuccini
La chiesa, situata nell'attuale Piazza Margherita di Savoia, è attigua al monastero eretto a opera dei Padri Cappuccini. Il convento fu edificato nel periodo che va dal 1571 al 1575, seppur i lavori proseguirono sino al 1617. La chiesa alla data del 27 dicembre 1586(85) non era ancora stata completata. All'interno, sull'altare maggiore, si può ammirare un crocifisso in legno di scuola veneziana donato nel 1682 dal sacerdote don Francesco Antonio Cucumazzo (o Cucomazzo). Il Crocefisso ha per sfondo una pala d'altare rappresentante il Calvario. Alla base della tela, realizzata nel medesimo anno 1682 dal chierico-pittore bitontino Nicola Gliri (1634-1687), si trovano due stemmi gentilizi. Uno appartiene alla famiglia del committente/donatario. L'arma, infatti, rappresenta uno scudo diviso in due parti uguali: a destra è dipinto il blasone del padre, Giovanni Leonardo Cucumazzo di Ruvo; a sinistra quello della madre, C(hi) ara Donata di Simone Esperti.

## Chiese scomparse
- Chiesa di San Marco Apostolo: si ritiene fu costruita da alcuni veneziani in memoria del santo protettore della loro città.[14]
- Chiesa di San Nicola o San Nicolò: era situata nell'attuale Piazza Municipio.[15]
- Chiesa di Santa Teresa: edificata nel 1857, fu demolita verso la fine degli anni 50 del '90, poiché ritenuta pericolante, e sostituita dalla chiesa attualmente presente.